# James Anderson (franc-maçon)
Pour les articles homonymes, voir James Anderson et Anderson.
James Anderson né vers 1678 à Aberdeen et mort le 23 mai 1739 à Londres  est un pasteur presbytérien qui joue un rôle important dans la naissance de la franc-maçonnerie moderne, dite « spéculative », en particulier par sa contribution à l'ouvrage connu sous le nom de Constitutions d'Anderson qui sert de base à la création de la première obédience au monde, la Première Grande Loge d'Angleterre.

## Biographie
James Anderson est né et a grandi à Aberdeen, en Écosse. Il obtient en 1698 un Master of Arts au Marischal College d'Aberdeen ainsi qu'une bourse de quatre ans pour étudier la théologie. Il fut ordonné pasteur dans la Church of Scotland en 1707 et partit alors vers Londres, où il épousa une veuve possédant quelque argent et officia dans la congrégation de Glass House Street jusqu'en 1710, puis dans l'église presbytérienne de Swallow Street jusqu'en 1734, et à la Chapelle de Lisle Street Chapel jusqu'à sa mort. Il semble qu'il ait perdu énormément d'argent dans le crash de la South Sea Company en 1720. Malgré un talent certain pour la rédaction de généalogies, il connut des soucis financiers jusqu'à sa mort le 28 mai 1739 à Exeter.
Son père, vitrier, était membre de la loge maçonnique d'Aberdeen, qui pratiquait le Rite du Mot de maçon.
James Anderson fut lui aussi franc-maçon, vénérable maître d'une loge maçonnique.

## Iconographie
Aucun portrait de James Anderson n'est connu. Une caricature de William Hogarth intitulée « The Mystery of Masonry brought to light by ye Gormagons » présente un personnage, la tête entre les barreaux d'une échelle, qui pourrait être lui, mais cela n'a jamais été démontré. Un autre portrait a été plusieurs fois publié depuis le XIXe siècle, mais il s'agit en fait d'un portrait de l'économiste et agronome James Anderson (1739-1808) réalisé par le graveur anglais Samuel Freeman (en) (1773-1857), conservé au musée national d’Écosse et publié dans le Gentleman’s Magazine de mai 1809
Un autre portrait d'un révérend James Anderson fait partie des collections de gravure de la bibliothèque nationale du pays de Galles et prête également à confusion. Il s'agit dans ce cas d'une gravure établit par John Roffe (en) (1769-1850) en 1827 de James Anderson Dumblane, presbytérien et auteur de plusieurs ouvrages sur la société féminine écossaise qu'il publie en 1862.

## Publications

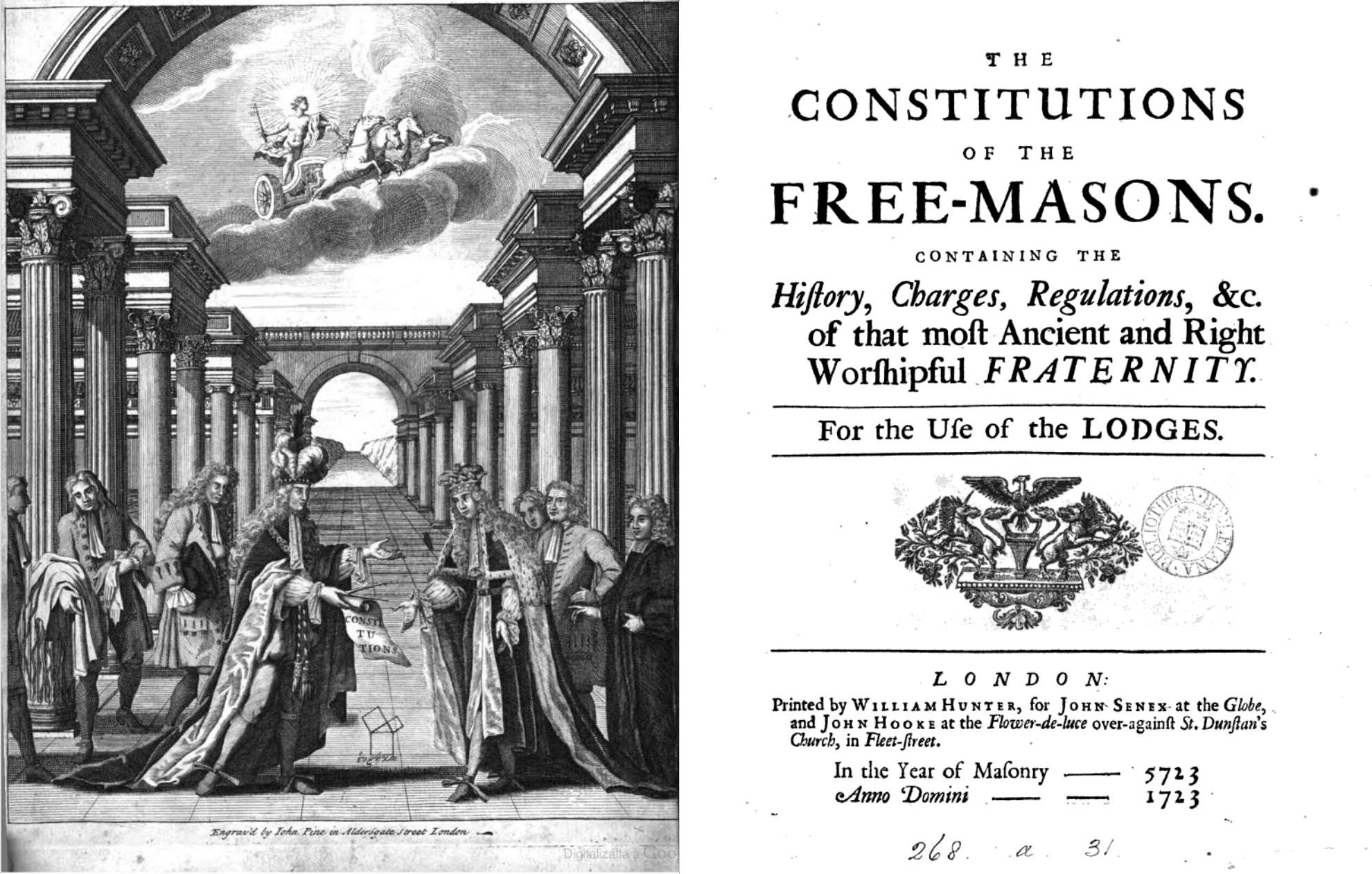
Constitutions d'Anderson, 1723.

Il fut mandaté par la grande loge en septembre 1721 pour écrire une histoire de la franc-maçonnerie qui fut publiée en 1723 sous le nom de The Constitutions of the Free-Masons. Le nom d'Anderson n'apparaît pas dans la page de garde, mais est mentionné en appendice.
Ces « Constitutions » furent éditées et réimprimées par Benjamin Franklin à Philadelphie en 1734.
Une seconde édition, notablement augmentée, fut publiée en 1738. Elle fut traduite en plusieurs langues dont le néerlandais (1746), l'allemand (1741) et le français (1745).
Parmi ses autres ouvrages publiés, on note :
- Royal Genealogies (1732) ;
- A Defence of Masonry (1738 ?) ;
- News from Elysium (1739) ;
- A Genealogical History of the House of Yvery (1742).